# الحكم غيابيا على ميليغان
الحكم غيابيًا على ميليغان هو الاسم الذي اشتهرت به قضية نظرت في أمرها المحكمة العليا للولايات المتحدة عام 1866، وقُضي فيها بأن محاكمة المواطنين عن طريق محاكم عسكرية مع وجود محاكم مدنية فعالة هو أمر غير دستوري. وفي تلك القضية بالتحديد رفضت المحكمة أن تمنح سلطة القضاء العسكري إلى إدارة الرئيس أبراهام لينكون، والتي كانت جزءًا من خطة الإدارة لقمع معارضي الاتحاد الأمريكي خلال فترة الحرب الأهلية. وقال القاضي ديفيد ديفيس الذي وافق على رأي الأغلبية أنه: «لا يصح أن يسود الحكم العرفي مع وجود محاكم مدنية فعالة، ويجب أن تقتصر الأحكام العرفية فقط على المناطق المتعلقة بالعمليات العسكرية حيث تسود الحرب»، وأضاف أنه من الضروري أن تتواجد سلطة مدنية بديلة عندما يتم الإطاحة بالسلطة الحالية. ووافق رئيس القضاة إلى جانب ثلاثة قضاة مساعدين على رأي الأغلبية، ولكنهم أكدوا على أن الكونغرس له الحق في السماح بمحاكمة المدعى عليهم عن طريق لجنة عسكرية، ولكن لم يتحقق ذلك في قضية ميليجان.
ونجمت تلك القضية البارزة عن محاكمة المتهمين لامبدين ميليجان (وباسمه تعرف تلك القضية)، وستيفن هورسي، وويليام بولز، وأندرو هامفريز؛ وتمت المحاكمة بواسطة لجنة عسكرية انعقدت في 21 أكتوبر 1864. وتضمنت التهم الموجهة إليهم: التآمر ضد حكومة الولايات المتحدة، وتقديم المساعدات والإغاثات للولايات الكونفدرالية، والتحريض على التمرد، إلى جانب تهم أخرى. وفي 10 ديسمبر 1864 تمت إدانة ميليجان وبولز وهورسي بجميع التهم وحُكم عليهم بالشنق. وتمت إدانة هامفريز وحُكم عليه بالأشغال الشاقة حتى نهاية الحرب. ولاحقًا تم تعديل الحكم على هامفريز وأُطلق سراحه، ثم أصدر الرئيس أندرو جونسون عفوًا رئاسيًا لتخفيف عقوبة كلًا من ميليجان وبولز وهورسي للسجن المؤبد بدلًا من الإعدام.
وفي 10 مايو 1865 قدمت لجنة الدفاع الخاصة بميليجان التماسًا للمحكمة المتنقلة التابعة لحي إنديانا في مدينة إنديانابوليس، وطالبت فيه بأمر مثول المتهم أمام المحكمة وتبرير القبض على ميليجان. ثم قُدم التماس آخر مماثل لسابقه بالنيابة عن بولز وهورسي. واختلف القاضيان المكلفان بالنظر في طلب التماس ميليجان في ما إذا كان الدستور الأمريكي يمنع محاكمة المواطنين عن طريق لجنة عسكرية، ومن ثم مررا القضية إلى المحكمة العليا. ثم نوقشت القضية في 5 مارس و13 مارس من عام 1866، وأصدرت المحكمة حكمها النهائي في 3 أبريل 1866.

## الخلفية

### قمع المعارضين
في أثناء الحرب الأهلية الأمريكية تعاملت إدارة الرئيس أبراهام لينكون مع معارضي الاتحاد بإعلان الحكم العسكري، وشن حملة من الاعتقالات والاحتجازات الاعتباطية، وإيقاف العمل بمبدأ مثول المتهم أمام المحكمة الذي يستلزم وجود مبرر للاعتقال، والشروع في المحاكمات عن طريق لجان عسكرية عوضًا عن المحاكم المدنية الاعتيادية. وبررت الإدارة تلك القرارات بناءً على المادة 1، باب رقم 9 من الدستور الأمريكي التي تسمح بإيقاف العمل بمبدأ مثول المتهم أمام المحكمة في حالة وجود «تمرد أو هجوم يضر بالسلامة العامة». فقد افترض الرئيس لينكون أن المحاكم المدنية في الولايات المتحدة تختص فقط بمحاكمة الأفراد والمجموعات الصغيرة بتهمة ارتكاب جرائم محددة في القانون الأمريكي، وأنها لا تعني بمحاكمة مجموعات كبيرة من المعارضين الذين يرتكبون أفعالًا تضر بمجهودات الحرب ولكنها لا تُمثل «جرائم محددة» طبقًا لقوانين الولايات الموالية للحكومة. ورغم أن لينكون كان واثقًا أن خطته ستنجح في قمع المحرضين ومعارضي الحكومة، لكنه كان يأمل أن تُبطل قراراته بعد انتهاء الحرب.
وشرع لينكون في تجربة فرضيته لإسكات المعارضين في ربيع عام 1863. فقد أُلقي القبض على كليمنت فلانديغهام (وهو سياسي من ولاية أوهايو وعضو في الحزب الديمقراطي معارض للحرب) في 5 مايو 1863، ثم أُخذ إلى مدينة سينسيناتي لمحاكمته أمام لجنة عسكرية، ثم زُج به في السجن. وقد أُدين فلانديغهام بالتهم الموجهة إليه وحُكم عليه بالسجن حتى نهاية الحرب، ولكن لينكون قرر تخفيف الحكم. وقد قدم فلانديغهام التماسًا إلى المحكمة العليا (وهي تُعرف بقضية الحكم غيابيًا على فلانديغهام) ولكنه قوبل بالرفض.

### المحاكمة بواسطة لجنة عسكرية
وبعد ذلك عاود لينكون تجربة فرضيته من جديد عن طريق المحاكم العسكرية التي أدت في النهاية إلى القضية التاريخية التي نظرت في أمرها المحكمة العليا والتي تعرف بقضية الحكم غيابيًا على ميليجان. ففي 17 سبتمبر 1864 أمر الفريق ألفن بيترسون هوفي قائد المنطقة العسكرية في إنديانا بانعقاد لجنة عسكرية في 19 سبتمبر في إنديانابوليس للشروع في محاكمة المتهم هاريسون دود (قائد المنظمة السرية المعروفة بأبناء الحرية في إنديانا ومعارض صريح للرئيس لينكون)، وحاكم ولاية إنديانا الجمهوري أوليفر مورتون، وجوزيف بينجهام (محرر في جريدة «Indianapolis Daily Sentinel»، ورئيس لجنة الحزب الديمقراطي في إنديانا)، وويليام بولز، وويليام هاريسون (سكرتير النادي الديمقراطي في مقاطعة ماريون، إنديانا)، وهوراس هيفرين (محرر في جريدة «Washington Democrat»)، وستيفن هورسي من مقاطعة مارتن، وأندرو هامفريز من بلومفيلد، إنديانا. وإلى جانب ذلك تم اعتقال رجلين آخرين: جيمس بي. ويلسون، وديفيد تي. ييكول. وتمكن هاريسون دود أول المسجونين من الهرب من السجن قبل انتهاء محاكمته وفر إلى كندا، وفي 10 أكتوبر 1864 تمت إدانته وحُكم عليه غيابيًا بالشنق. أما التهم الموجهة إلى كلٍ من بينجهام وهاريسون وييكول وويلسون فقد تم رفضها. وأُطلق سراح هيفرين قبل أن تبدأ إجراءات محاكمة ميليجان.
وانعقدت اللجنة العسكرية لمحاكمة ميليجان وهورسي وبولز وهامفريز في إنديانابوليس في 21 أكتوبر 1864. ونظرت اللجنة في أمر التهم الخمسة الآتية الموجهة إلى المتهمين: التآمر ضد حكومة الولايات المتحدة، وتقديم المساعدات والإغاثات إلى الولايات الكونفيدرالية، والتحريض على التمرد، و«الممارسات الخائنة»، و«خرق قوانين الحرب». وأُتهم المدعي عليهم بإنشاء منظمة سرية تسببت في تحرير السجناء وتسليحهم، وتجهيز قوة مسلحة للتحريض على التمرد، والانضمام إلى الولايات الكونفيدرالية في حربها ضد إنديانا وإلينوي وكينتاكي، وشن الحرب على حكومة الولايات المتحدة.
وأدانت اللجنة العسكرية كلًا من ميليجان وبولز وهورسي في 10 ديسمبر 1864. وحُكم على هؤلاء بالشنق في 19 مايو 1865. ثم أدانت اللجنة هامفريز وحُكم عليه بالأشغال الشاقة حتى نهاية الحرب. ولكن هوفي عدّل حكمه على هامفريز بدعم من الرئيس لينكون، وأفرج عنه بشرط أن يمكث في مدينتين محددتين في مقاطعة جرين في إنديانا وأن يتوقف عن المشاركة في الأعمال المناهضة للحرب. وقد بُذلت جهود كبيرة للحصول على عفو رئاسي لكلٍ من ميليجان وبولز وهورسي، وتكفل الرئيس جونسون باصدار قرار العفو بعد اغتيال الرئيس لينكون.

### التماس المحكمة المتنقلة
في 10 مايو 1865 قدم جوناثان جوردن محامي ميليجان التماسًا يطالب فيه بمثول المتهم أمام المحكمة المتنقلة التابعة لحي إنديانا في مدينة إنديانابوليس. وقُدم التماس مماثل بالنيابة عن بولز وهورسي. واستندت تلك الالتماسات على قانون من تشريع الكونغرس وعنوانه «قانون متعلق بحق المثول أمام القضاء وتنظيم الإجراءات القضائية في بعض الحالات» والذي دخل حيز التنفيذ في 3 مارس 1865. وكان الهدف من إصدار هذا القانون هو حل الخلاف القائم بشأن أحقية الرئيس لينكون في إيقاف العمل بمبدأ المثول أمام القضاء طبقًا للمادة 1 من الدستور الأمريكي. وزعم التماس ميليجان أنه في خلال يناير 1865 انعقدت هيئة محلفين فيدرالية ولم توجه أي اتهامات للمتهم ميليجان، وهذا هو ما حدث بالفعل. وبناءً عليه يحق لميليجان أن يُطلق سراحه طبقًا للقانون الذي أصدره الكونغرس.
وفي مايو 16 (قبل ثلاثة أيام من تاريخ إعدام المتهمين) خُفف الحكم على هورسي من الإعدام إلى السجن المؤبد، وتم تأجيل إعدام ميليجان وبولز إلى 2 يونيو. وفي 30 مايو 1865 وافق الرئيس جونسون على الحكم بالسجن المؤبد على ميليجان وبولز بدلًا من الإعدام. وفي تلك الأثناء شرع كل من القاضي ديفيد ديفيس – قاضي مساعد لدى المحكمة العليا وأحد قضاة المحكمة المتنقلة – والقاضي توماس دراموند (أحد قضاة المحكمة المتنقلة) في مراجعة التماس ميليجان إلى المحكمة المتنقلة. واختلف القاضيان في ما إذا كان الدستور الأمريكي يمنع محاكمة المواطنين بواسطة لجنة عسكرية، ثم مررا القضية إلى المحكمة العليا.

## المرافعات
وقد طُلب من المحكمة العليا أن تنظر في أمر تلك المسائل الثلاثة المتعلقة بقضية ميليجان:
- هل يجب إصدار أمر بالمثول أمام المحكمة بناءً على التماس ميليجان؟
- هل يجب إطلاق سراح ميليجان من الحجز؟
- هل تمتلك اللجنة العسكرية السلطة القضائية التي تسمح لها بمحاكمة ميليجان والحكم عليه؟

ولم تناقش القضية أي من التهم الموجهة إليه أو الأدلة المقدمة في المحاكمة التي عُقدت بواسطة اللجنة العسكرية، بل كانت تناقش دستورية إجراءات اللجنة العسكرية وحق ميليجان في إعفاءه من الحجز.
ونوقشت القضية أمام المحكمة في 5 مارس و13 مارس من عام 1866. وتكون الفريق الممثل لحكومة الولايات المتحدة من المدعي العام جيمس سبيد، وهنري ستانبيري، وبينجامين باتلر – وهو فريق في الحرب الأهلية انتخب لعضوية الكونغرس وصار حاكمًا لولاية ماساتشوستس. وقدم الفريق باتلر مرافعة حكومة الولايات المتحدة. وتضمن فريق دفاع ميليجان: جوزيف مكدونالد، وديفيد دادلي فيلد (وهو محامي من نيويورك وأخ لقاضي المحكمة العليا ستيفن جونسون فيلد)، وجيمس جارفيلد (وهو عضو في الكونغرس ورئيس مستقبلي للولايات المتحدة)، وجيرمي بلاك (المدعي العام الخاص بالرئيس جيمس بيوكانان ووزير الخارجية الأمريكي).